# Inno della UEFA Europa League
Europa League è l'inno ufficiale della UEFA Europa League e della UEFA Conference League, la seconda e la terza competizione calcistica dell'Europa per squadre di club per ordine di importanza, dopo la UEFA Champions League. Il pezzo, che viene normalmente eseguito nella cerimonia di apertura di ogni partita della competizione e nei programmi televisivi correlati, è stato composto da Michael Kadelbach nel 2015 a Berlino.
A differenza dell'inno della UEFA Champions League, l'inno dell'Europa League non ha testo. È stato suonato per la prima volta il 17 settembre 2015 in occasione degli incontri della prima giornata della fase a gironi 2015-2016.
Fino alla stagione 2014-2015 ve ne era un altro composto da Yohann Zveig nella primavera del 2009 e registrato dall'Orchestra di Parigi. La sua prima esecuzione, il 17 settembre 2009, coincideva con l'inaugurazione ufficiale della stessa manifestazione che andava a sostituire la vecchia Coppa UEFA.